# Station Chrzanów
Station Chrzanów is een spoorwegstation in de Poolse plaats Chrzanów.